# 血管雑音
血管雑音（けっかんざつおん、英語: vascular murmur、Bruit）とは、血管（動脈）の一部が閉塞しているか、閉塞していない血管の血流が局所的に多いために、血管内の血液で乱流が発生し、その乱流によって生じる異音である。

## 解説
聴診器のチェストピースを乱流が発生していると思われる部位の皮膚にしっかりと当て、耳を澄ますと、血管雑音を聴取することができる（「聴診」）。ほとんどの血管雑音は、収縮期（systole）にのみ発生するため、断続的で、その周期は心拍数に依存している。発熱や貧血、甲状腺機能亢進症、身体運動など、血流速度を増加させる要因は、血管雑音の大きさを増加させる可能性がある。

## 語源
英語圏における「Bruit」は、フランス語の「noise（雑音）」を意味する単語「Bruit」から導入されたが、読みとしては[ˈbruːi]や[bruːˈiː]も一般的であるとする者や、心臓に関連する際は[ˈbruːi]のみを挙げる者もいる。

## 関連する用語

### 部分的な閉塞の部位によるもの
- 末梢血管疾患；大腿動脈狭窄症 - 閉塞性動脈硬化症
- 腎動脈狭窄（英語版）
- 脳卒中、頸動脈狭窄症
- 大動脈瘤
- 耳鳴り - 頭蓋動脈雑音によって引き起こされる可能性のある症状
- 動静脈奇形（英語版）
- 大動脈縮窄
- 肝細胞癌（Hepatocellular carcinoma）
- アルコール性肝炎

### 部分的な閉塞のメカニズムによるもの
- アテローム性動脈硬化（アテローム、プラーク） - 動脈壁へのコレステロールの沈着
- 正中弓状靭帯圧迫症候群、腹腔動脈狭窄 - 外部からの圧迫

### 局所的な高血流によるもの
- 動静脈瘻 - 病的または外科的に作られたもの
- バセドウ病、甲状腺腫
- パジェット病

### 分類不能
- リウマチ性多発筋痛症
- 巨細胞性動脈炎
- 線維筋性形成異常症（英語版）
- IgG4関連疾患